# Little Bowen River
Der Little Bowen River ist ein Fluss im Osten des australischen Bundesstaates Queensland.

## Geografie

### Flusslauf
Der Fluss entspringt bei der Siedlung Turrawalla westlich des Homevale-Nationalparks, rund 130 Kilometer südlich von Bowen. Von dort aus fließt er nach Nord-Nordwest und bildet am Tent Hill zusammen mit dem Broken River den Bowen River.

### Nebenflüsse mit Mündungshöhen
Der Fluss hat folgende Nebenflüsse:
- Hazlewood Creek – 258 m
- Exe Creek – 243 m
- Blenheim Creek – 225 m
- Three Mile Creek – 219 m
- Dingo Bend Creek – 216 m
- Sandy Creek – 202 m
- Exmoor Creek – 175 m
- Trapper Creek – 164 m